# Konsumentförsäkringslagen
Konsumentförsäkringslagen (1980:38) är en numera upphävd svensk lag som innehåller regler för försäkringsbolagens information inom premiebetalning, skadereglering och hur man förnyar försäkringar.
1 januari 2006 upphävdes Konsumentförsäkringslagen och ersattes av Försäkringsavtalslagen.
Konsumentförsäkringslagen gäller skadeförsäkringar. Lagen har regler för information, premiebetalning, skadereglering och för hur försäkringar förnyas.
1 § Denna lag tillämpas på försäkringar som konsumenter tecknar hos försäkringsbolag för huvudsakligen enskilt ändamål och som kan hänföras till någon av följande försäkringsformer, nämligen:
1. Hemförsäkring
2. Villaförsäkring
3. Fritidshusförsäkring
4. Reseförsäkring
5. Trafikförsäkring eller annan motorfordonsförsäkring
6. Båtförsäkring